# Wetsartikel 488
Wetsartikel 488 behelst een regeling in Italië die het bevorderen van achtergebleven regio's tot doel heeft en dat poogt te bewerkstelligen door een beter investeringsklimaat binnen de sectoren industrie, toerisme en handel te scheppen door bijdragen van de overheid.
Het oorspronkelijke wetsartikel 488 werd al in 1992 van kracht en heeft er in de jaren na 1996 voor gezorgd dat er voor zo’n 40 miljard euro in het nationale industriële overheidsprogramma is geïnvesteerd, met name in projecten die in het zuiden, het Mezzogiorno, liepen. Uit onderzoek van het Instituut ter Bevordering van de Industrie bleek later echter dat de traditionele industriële structuur vrijwel onveranderd was gebleven in het Mezzogiorno en dat deze structuur zich op veel plaatsen juist sterker had geworteld. Er had zich dus geen innovatieve, technologische en competitieve hervorming van enige betekenis voor de economie voorgedaan. 
Met de huidige wetsherziening die op 24 maart 2006 van kracht werd, wil minister Scajola van industrie hier verandering in brengen. Zo wil hij opnieuw aanzet geven tot structurele hervorming maar daarbij sterker dan ooit de willekeurige investeringen een halt toeroepen opdat de economie ook daadwerkelijk ruimte krijgt om te groeien. De overheid hoopt hiermee technologische vooruitgang een impuls te geven en de vraag om grote kapitaalbijdragen te doen afremmen. Het is de bedoeling om met een bedrag van 679 miljoen euro aan steun in totaal 4 miljard euro investeringen aan te trekken. Daarnaast heeft de minister een beschikking ondertekend waarin exacte tijdsgrenzen staan vermeld waarbinnen de verschillende ondernemingen van de zojuist besproken sectoren bepaalde voorstellen of opzetten kunnen indienen om in aanmerking te komen voor bepaalde overheidssteun.
In het wetsartikel staat precies beschreven onder welke voorwaarden de overheid de bedrijven tegemoet kan komen ten aanzien van de financiering van bepaalde faciliteiten of investeringen. Bovendien worden de geautoriseerde instanties die bij die tegemoetkoming een rol zouden kunnen spelen, denk aan banken en andere kredietverstrekkers, en de daarbij algemeen begunstigde partijen, naar voren gehaald. Verder beschrijft de circulaire onder meer de richtlijnen die bedrijven dienen te volgen om bepaalde vragen of voorstellen te kunnen verzenden teneinde informatie over eventuele uitgaven, voorstellen, faciliteiten of investeringen in te winnen. Ook staat beschreven hoe en waar zij met bijvoorbeeld vragen over eventueel mogelijke kredietverlening terechtkunnen. 
Het tijdsbestek waarbinnen dergelijke voorstellen of ontwerpen bekend dienen te worden gemaakt komt neer op een termijn van 60 dagen en gaat in op de dag na de publicatie ervan in de Gazzetta Ufficiale, de Italiaanse staatscourant. In dit dagblad zal een ranglijst worden opgemaakt waaruit uiteindelijk naar voren zal komen welke voorstellen prioriteit hebben en om welke redenen zij die voorrang verdienen.
Dit vooronderzoek zal lopen tot aan 30 september 2006 wanneer de vastgelegde termijn waarbinnen eventuele bekendmakingen kunnen worden gemaakt, afloopt.